# Can Climent
Can Climent és un monument amb elements gòtics del municipi de Capçanes (Priorat) inclòs en l'Inventari del Patrimoni Arquitectònic Català.

## Descripció
Sòlida construcció de planta rectangular, bastida de maçoneria i maó en una fase posterior, arrebossada en part, de planta baixa, un o dos pisos, segons el costat de la casa, i golfes, cobert per una teulada a dos vessants. La façana principal sembla la que dona a la plaça Vella, en tant que la del carrer de la Fou i la del carrer del Sol haurien estat accessòries. A les dues primeres hi ha portes amb bones dovelles. La façana principal és avui repartida en 5 portes que donen accés a altres tants habitatges, i on s'obren un nombre elevat de finestres.

## Història
L'edifici en qüestió sembla correspondre a un dels més antics del poble, i és possible que es tracti d'una de les masies que són citades el segle xvi. En qualsevol cas és el que respon a tipologies més antigues. En el transcurs del present segle, la propietat va ser dividida, motiu pel qual s'han fet un nombre elevat de modificacions, tant exteriors com interiors.